# مقاطعة كوسوفو الاشتراكية ذاتية الحكم
مقاطعة كوسوفو الاشتراكية ذاتية الحكم (Социјалистичка Аутономна Покрајина Косово  (لغة?)، Socijalistička Autonomna Pokrajina Kosovo  (لغة?)، Krahina Socialiste Autonome e Kosovës  (ألبانية)، Kosova Sosyalist Özerk Bölgesi  (تركية)، والتي يُشار إليها ببساطة باسم كوسوفو، كانت واحدة من الإقليمين الذاتيّي الحكم التابعين لـجمهورية صربيا الاشتراكية ضمن يوغوسلافيا (والآخر هو مقاطعة فويفودينا الاشتراكية ذاتية الحكم)، وذلك بين عامي 1945 و1990، حين أُعيدت تسميتها إلى مقاطعة كوسوفو وميتوهيا ذاتية الحكم.
بين عامي 1945 و1963، كان الاسم الرسمي لها هو منطقة كوسوفو وميتوهيا ذاتية الحكم، وكانت تتمتع بدرجة من الحكم الذاتي أقل من تلك التي كانت تتمتع بها مقاطعة فويفودينا ذاتية الحكم. وفي عام 1963، مُنحت كوسوفو نفس مستوى الحكم الذاتي مثل فويفودينا، وتمّ تغيير الاسم الرسمي إلى مقاطعة كوسوفو وميتوهيا ذاتية الحكم. وفي عام 1968، أُزيل مصطلح "ميتوهيا"، وأُضيفت كلمة "الاشتراكية"، مما غيّر الاسم الرسمي للإقليم إلى مقاطعة كوسوفو الاشتراكية ذاتية الحكم.
وفي عام 1974، مُنحت كل من فويفودينا وكوسوفو مستويات متزايدة بشكل كبير من الحكم الذاتي. وفي عام 1989، وخلال رئاسة سلوبودان ميلوشيفيتش، تم تقليص هذا المستوى من الحكم الذاتي. وفي عام 1990، أُعيد إدراج مصطلح "ميتوهيا" في اسم الإقليم، وتم حذف مصطلح "الاشتراكية"، ومنذ تلك اللحظة أصبح الاسم الرسمي للإقليم مرة أخرى هو مقاطعة كوسوفو وميتوهيا ذاتية الحكم، كما كان بين عامي 1963 و1968.

## الخلفية التاريخية
حتى عام 1912، كانت منطقة كوسوفو تحت الحكم العثماني. وبعد حرب البلقان الأولى، ضُمَّت إلى مملكة صربيا بموجب معاهدة لندن. في الوقت الذي ضمَّت فيه صربيا كوسوفو (1912–1913)، كان دستور عام 1903 لا يزال ساريًا. وقد كان هذا الدستور يشترط انعقاد جمعية وطنية كبرى قبل توسيع حدود صربيا لتشمل كوسوفو؛ لكن لم تُعقد مثل هذه الجمعية على الإطلاق. وبهذا، فإن ضم كوسوفو إلى مملكة صربيا لم يكن دستوريًا. وقد حُكمت في البداية بموجب مرسوم. إذ لم تتفق الأحزاب السياسية الصربية والجيش على كيفية إدارة الأراضي التي فُتحت حديثًا؛ وفي النهاية، حُسم الأمر بمرسوم ملكي.
في عام 1918، أصبحت منطقة كوسوفو، إلى جانب بقية صربيا، جزءًا من مملكة الصرب والكروات والسلوفينيين التي تأسست حديثًا (وسُمّيت منذ عام 1929 باسم مملكة يوغوسلافيا). وخلال الفترة ما بين الحربين (1918-1941)، لم يُحسم الوضع الدستوري لمنطقة كوسوفو داخل يوغوسلافيا. وفي عام 1941، تعرضت مملكة يوغوسلافيا لهجوم واحتلال من قِبل ألمانيا النازية وحلفائها. وقد احتلت كوسوفو من قِبل الألمان (الجزء الشمالي)، والإيطاليين (الجزء الأوسط)، والبلغار (الجزء الشرقي). وقد أُلحِقَت المنطقة التي احتلتها إيطاليا رسميًا بـألبانيا الفاشية. وشكّل ذلك بداية حملة اضطهاد جماعي للصرب العرقيين في المناطق الملحقة من ميتوهيا ووسط كوسوفو. وقد فرضت منظمة بالي كومبتار القومية الألبانية، إلى جانب فرقة "سكاندربغ" التابعة لقوات الإس إس التي أنشأها هاينريش هملر، حكمًا إرهابيًا. وبحلول نهاية عام 1944، كانت السُكانة الصربية في المنطقة قد أُبيدت تقريبًا.
في عام 1944، كتب تيتو أن كوسوفو "ستحصل على حكم ذاتي أوسع، وأن مسألة انضمامها إلى أي وحدة فدرالية ستُحسم بإرادة الشعب من خلال ممثليه"، إلا أن صنع القرار في الواقع كان مركزيًا وغير ديمقراطي. وقد طُرحت عدة اقتراحات لضم كوسوفو إلى مناطق أخرى (بل حتى إلى ألبانيا)، إلا أنه تقرر في عام 1945 ضم كوسوفو إلى جمهورية صربيا الاشتراكية. ومع ذلك، نُقل جزء من ولاية كوسوفو العثمانية السابقة إلى جمهورية مقدونيا اليوغوسلافية الجديدة (بما في ذلك العاصمة السابقة سكوبيه)، بينما نُقل جزء آخر إلى الجبل الأسود (خصوصًا بلييفليا، بييلو بوليه وروزايه)، وهي أيضًا كيان جديد. وفي يوليو 1945، أقر "مجلس الشعب الإقليمي" في كوسوفو "قرارًا بضم كوسوفو–ميتوهيا إلى صربيا الفدرالية".

## بين عاميّ 1945 و1963
من عام 1945 حتى عام 1963، كانت تُعرف باسم منطقة كوسوفو وميتوهيا ذاتية الحكم (الصربوكرواتية: Аутономна Косовско-Метохијска Област / Autonomna Kosovsko-Metohijska Oblast)، والتي كانت تتمتع بمستوى حكم ذاتي أدنى من فويفودينا.
تأسست المنطقة الذاتية الحكم كوسوفو وميتوهيا في 3 سبتمبر 1945. وبعد القطيعة مع الكومنفورم في عام 1948، شددت يوغوسلافيا بعض السياسات، بما في ذلك تطبيق التجميع الزراعي الصارم. وقد أدى ذلك إلى انخفاض حاد في إنتاج الحبوب في كوسوفو؛ وشهدت يوغوسلافيا كلها نقصًا في الغذاء. وبالتوازي مع ذلك، بدأت الحكومة الألبانية تنتقد الحكم اليوغوسلافي على كوسوفو؛ وردت الحكومة اليوغوسلافية بحملات قمع ضد السكان المحليين، بحثًا عن "خونة" و"طابور خامس"، على الرغم من أن أول تنظيم سري مؤيد لـتيرانا لم يتأسس حتى أوائل الستينيات.
في منتصف الخمسينيات، قررت الجمعية العامة لـجمهورية صربيا الشعبية نقل بلدية ليبوصافيچ (187 كم2) إلى المنطقة الذاتية الحكم كوسوفو وميتوهيا، بعد طلبات من القيادة الكوسوفية. وكانت تلك البلدية حتى ذلك الحين جزءًا من قضاء كراليفو، وكان سكانها بالكامل من الصرب. وبعد ذلك، انخفض عدد السكان الصرب بشكل حاد (مع بقائهم الأغلبية النسبية). وفي عام 1959، تم ضم ليبوصافيچ رسميًا إلى الإقليم.
بعد القطيعة بين تيتو وستالين عام 1948، انقطعت العلاقات أيضًا بين ألبانيا الستالينية ويوغوسلافيا. وكانت السياسة اللغوية مسألة بالغة الأهمية في يوغوسلافيا الشيوعية، التي أُعد تنظيمها بعد الحرب العالمية الثانية لتكون اتحادًا لفيدراليات قائمة على القوميات واللغات. وفي كوسوفو بعد الحرب، تم إبعاد اللغة الألبانية المحلية عن المعيار الألباني القائم على لهجة التوسك، وذلك باعتمادها على لهجة الغيغ المحلية في كوسوفو. ونتج عن ذلك نشوء لغة كوسوفية معيارية. ولكن، بعد تقارب العلاقات بين ألبانيا ويوغوسلافيا في مطلع السبعينيات، تبنّت بلغراد المعيار الألباني القائم على لهجة التوسك، ما أنهى الازدهار القصير للغة الكوسوفية المستندة إلى لهجة الغيغ.

## بين عاميّ 1963 و1968
كانت المقاطعة الذاتية الحكم لكوسوفو وميتوهيا (الصربوكرواتية: Аутономна Покрајина Косово и Метохија / Autonomna Pokrajina Kosovo i Metohija، الألبانية: Krahina Autonome e Kosovës dhe Metohisë) هي التسمية المستخدمة من عام 1963 حتى عام 1968، حينما أُسقِطت عبارة "ميتوهيا"، وأُضيفت الكلمة السابقة "الاشتراكية".
أصبحت كوسوفو رسميًّا مقاطعة ذاتية الحكم في عام 1963، بعد الإصلاحات الدستورية في عام 1963، وتمت مساواتها في المكانة مع فويفودينا. كانت التوترات بين الألبان العرقيين والحكومتين اليوغوسلافية والصربية كبيرة، ليس فقط بسبب التوترات القومية، بل أيضًا بسبب الخلافات الإيديولوجية السياسية، لا سيما فيما يتعلق بالعلاقات مع ألبانيا المجاورة. فُرضت إجراءات قمعية صارمة على ألبان كوسوفو بسبب الشكوك في أنهم متعاطفون مع سياسات إنفر هوكسها الستالينية في ألبانيا. وفي عام 1956، أُجريت محاكمة صورية في بريشتينا حُكم فيها على عدد من الشيوعيين الألبان في كوسوفو بالسجن لمدد طويلة بعد إدانتهم بالتسلل من ألبانيا. سعى المسؤول الشيوعي الصربي البارز ألكسندر رانكوفيتش إلى ضمان مكانة الصرب في كوسوفو ومنحهم الهيمنة في النومنكلاتورا الخاصة بكوسوفو.
تعرض الإسلام في كوسوفو خلال هذه الفترة للقمع، وشُجّع كل من الألبان والسلاف المسلمين على إعلان أنفسهم كأتراك والهجرة إلى تركيا. في الوقت نفسه، سيطر الصرب والجبل الأسوديون على الحكومة، وقوات الأمن، والتوظيف في الصناعة في كوسوفو. وقد استاء الألبان من هذه الظروف واحتجّوا عليها في أواخر الستينيات، متهمين السلطات بممارسات استعمارية، وطالبوا بجعل كوسوفو جمهورية، أو أعربوا عن دعمهم لألبانيا.

## بين عاميّ 1968 و1990
كانت مقاطعة كوسوفو الاشتراكية ذاتية الحكم (الصربوكرواتية: Социјалистичка Аутономна Покрајина Косово / Socijalistička Autonomna Pokrajina Kosovo، الألبانية: Krahina Socialiste Autonome e Kosovës) هي التسمية المستخدمة منذ عام 1968، عندما أُضيفت الكلمة السابقة "الاشتراكية"، وأُسقِطت كلمة "ميتوهيا". وظلّ اسم "مقاطعة كوسوفو الاشتراكية ذاتية الحكم" مستخدمًا رسميًّا حتى عام 1990، حينما أُعيد إدراج "ميتوهيا" في الاسم الرسمي، وأُزيلت كلمة "الاشتراكية".

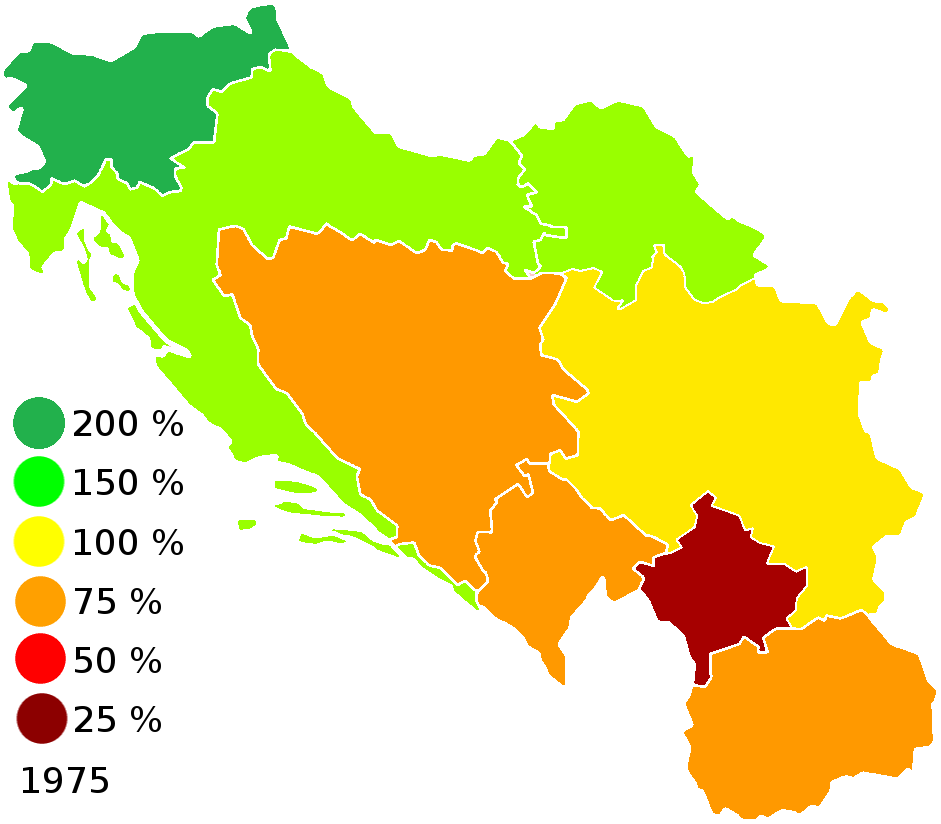
متوسط قوة الاقتصاد اليوغوسلافي مقارنة بالمؤشر الرئيسي (يوغوسلافيا = 100٪) في عام 1975. كانت مقاطعة كوسوفو الاشتراكية ذاتية الحكم أفقر كيانات جمهورية يوغوسلافيا الاشتراكية الاتحادية.

### الحكم الذاتي الموسع بين عاميّ 1968 و1974
تعزز الحكم الذاتي في كوسوفو بشكل كبير عام 1968 نتيجة للتغيرات السياسية الكبرى في يوغوسلافيا. بعد الإطاحة السابقة بـرانكوفيتش سنة 1966، نجح أنصار الإصلاح المؤيدون للامركزية في يوغوسلافيا، وخصوصًا من سلوفينيا وكرواتيا، عام 1968 في تحقيق لامركزية دستورية كبيرة للسلطات، مما أتاح إنشاء حكم ذاتي واسع النطاق في كل من كوسوفو وفويفودينا، والاعتراف بجنسية المسلمين اليوغوسلاف. ونتيجة لهذه الإصلاحات، جرى تغيير شامل في جهاز الدولة والشرطة في كوسوفو، حيث انتقل من هيمنة الصرب إلى هيمنة الألبان من خلال فصل أعداد كبيرة من الصرب. كما تم تقديم تنازلات إضافية للألبان في كوسوفو استجابةً للاضطرابات، شملت إنشاء جامعة بريشتينا كمؤسسة ناطقة بالألبانية. وقد أثارت هذه التغيرات مخاوف واسعة النطاق بين الصرب من أنهم أصبحوا مواطنين من الدرجة الثانية في يوغوسلافيا.

### تحقيق الحكم الذاتي الموسع بين عاميّ 1974 و1990
حصلت مقاطعة كوسوفو الاشتراكية ذاتية الحكم على مزيد من الحكم الذاتي داخل صربيا ويوغوسلافيا بموجب الإصلاح الدستوري سنة 1974. ففي الدستورين الجديدين ليوغوسلافيا وصربيا، اللذين تم اعتمادهما خلال إصلاح عام 1974، مُنحت كوسوفو درجة كبيرة من الحكم الذاتي، مما أتاح لها إدارة ذاتية وبرلمانًا خاصًا، بالإضافة إلى استقلالية دستورية وتشريعية وقضائية واسعة.
وبموجب دستوري جمهورية يوغوسلافيا الاتحادية الاشتراكية وجمهورية صربيا الاشتراكية، حصلت مقاطعة كوسوفو أيضًا على دستور خاص بها، مما سمح لها بتنظيم شئونها الاجتماعية والاقتصادية والسياسية، تحت إشراف الجمعية التشريعية. وقد حصلت المقاطعة على أعلى المناصب الرسمية، لا سيما منصب الرئاسة والحكومة، كما نالت مقعدًا في رئاسة يوغوسلافيا الاتحادية (بما في ذلك حق النقض على المستوى الاتحادي).
وكانت الطبقة الحاكمة المحلية التي يهيمن عليها الألبان تطالب بالاعتراف بكوسوفو كجمهورية موازية لصربيا داخل الاتحاد، وبعد وفاة جوزيف بروز تيتو عام 1980، تجددت هذه المطالب. وفي مارس 1981، بدأ الطلبة الألبان احتجاجات 1981 في كوسوفو، حيث تحولت الاحتجاجات الاجتماعية إلى أعمال شغب جماهيرية عنيفة ذات مطالب قومية عمت المقاطعة، وقد قمعتها السلطات اليوغوسلافية بالقوة. وازداد معدل هجرة غير الألبان، وتصاعدت التوترات العرقية بين الألبان وغير الألبان، ووقعت هجمات عنيفة داخلية، استهدفت بشكل خاص المسؤولين اليوغوسلاف وممثلي السلطة.
وقد ساهم كل من حادثة جورجيه مارتينوفيتش 1985 ومجزرة باراتشين 1987 في تأجيج أجواء التوترات العرقية.
وفي عامي 1988 و1989، نفذت السلطات الصربية سلسلة من التحركات عُرفت باسم الثورة المضادة للبيروقراطية، وأسفرت عن إقالة قيادة المقاطعة في نوفمبر 1988 وتقليص كبير في الحكم الذاتي لكوسوفو في مارس 1989.
وفي 28 يونيو 1989، قاد ميلوشيفيتش احتفالًا جماهيريًا بالذكرى الـ600 لـمعركة كوسوفو عام 1389. وقد كانت خطبة غازيمستان التي ألقاها ميلوشيفيتش، والتي مثّلت بداية صعوده السياسي، جزءًا مهمًا من الأحداث التي ساهمت في استمرار الأزمة في كوسوفو. كما أسهمت الحركة القومية الصربية اللاحقة في إشعال حروب يوغوسلافيا.
وقد أُعيد الوضع القانوني لكوسوفو إلى ما كان عليه قبل عام 1968، كمقاطعة كوسوفو وميتوهيا ذاتية الحكم، بموجب دستور جمهورية صربيا الجديد الذي تم اعتماده في 28 سبتمبر 1990.
وتبعت ذلك حرب كوسوفو، التي خضعت بموجبها كوسوفو إلى إدارة الأمم المتحدة لكوسوفو عام 1999. وفي وقت لاحق، في فبراير 2008، أعلنت كوسوفو استقلالها عن صربيا، بينما تواصل صربيا المطالبة بها كمقاطعة كوسوفو وميتوهيا ذاتية الحكم.

## التركيبة السكانية

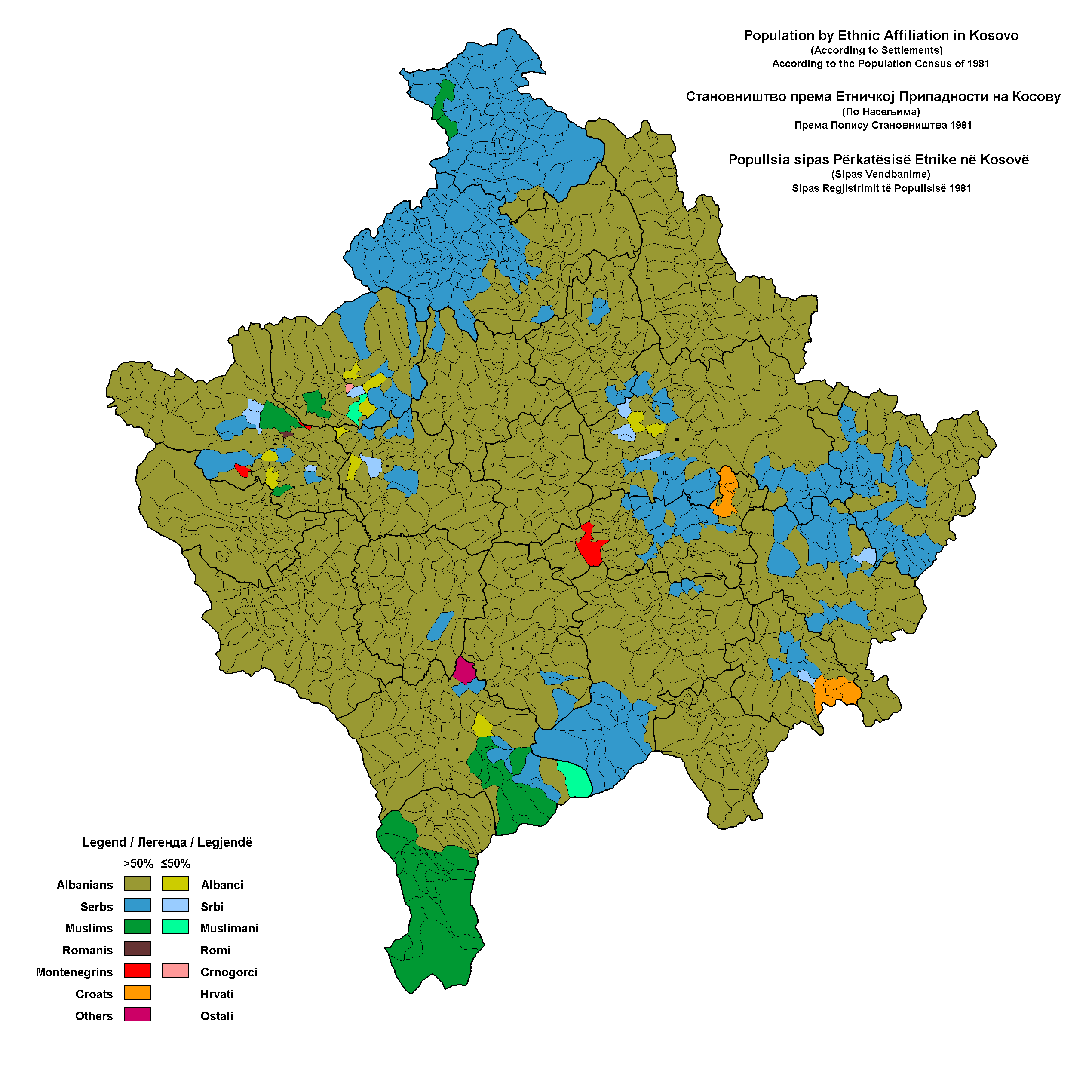
التركيب العرقي لكوسوفو حسب المستوطنات، وفقًا لتعداد عام 1981

وفقًا لتعداد عام 1981، وهو آخر تعداد أُجري خلال الفترة ما بين 1974 و1990، بلغ عدد سكان الإقليم 1,584,441 نسمة، منهم:
- 1,226,736 من الألبان (77.4٪)
- 236,526 من الصرب (14.93٪)
- 58,562 من المسلمين (3.7٪)
- 34,126 من الغجر (2.2٪)
- 12,513 من الأتراك (0.8٪)
- 8,717 من الكروات (0.6٪)
- 2,676 من اليوغوسلافيين (0.2٪)
- 4,584 من آخرين (0.2٪)

## السياسة
كانت عصبة شيوعيي كوسوفو الحزب السياسي الوحيد في الإقليم، وكانت جزءًا من عصبة شيوعيي صربيا وجزءًا من عصبة شيوعيي يوغوسلافيا.

## القادة السياسيون

### رؤساء الوزراء
رئيس المجلس التنفيذي للجنة الشعبية لمقاطعة كوسوفو الاشتراكية ذاتية الحكم:
- فاضل هوجا، 1945–1953

رؤساء المجلس التنفيذي لمقاطعة كوسوفو الاشتراكية ذاتية الحكم:
- فاضل هوجا، 1953–1963
- علي شوكريا، 1963 – مايو 1967
- إيليا فاكيج، مايو 1967 – مايو 1974
- بوغوليوب نيديليكوفيتش، مايو 1974 – مايو 1978
- بحري أوروتشي، مايو 1978 – مايو 1980
- ريزا سابونشي، مايو 1980 – مايو 1982
- إيمر بولا، مايو 1982 – 5 مايو 1984
- ليوبومير نيدو بوركوفيتش، 5 مايو 1984 – مايو 1986
- نامزي مصطفى، مايو 1986 – 1987
- كاقوشا ياشاري، 1987 – مايو 1989
- نيكولا شكريلي، مايو 1989 – 1989
- داوت يشانيكا، 1989
- يوسف زين اللهو، 4 ديسمبر 1989 – 5 يوليو 1990

### الرؤساء
رئيس لجنة التحرير الشعبية بمقاطعة كوسوفو الاشتراكية ذاتية الحكم:
- محمّد هوجا، 1 يناير 1944 – 11 يوليو 1945

رؤساء جمعيةمقاطعة كوسوفو الاشتراكية ذاتية الحكم:
- فاضل هوجا، 11 يوليو 1945 – 20 فبراير 1953؛ 24 يونيو 1967 – 7 مايو 1969
- إسميت ساقيري، 20 فبراير 1953 – 12 ديسمبر 1953
- دجوردجي بايكوفيتش، 12 ديسمبر 1953 – 5 مايو 1956
- بافلي يوفيتشيفيتش، 5 مايو 1956 – 4 أبريل 1960
- دوشان موغوشا، 4 أبريل 1960 – 18 يونيو 1963
- ستانوي أكشيك، 18 يونيو 1963 – 24 يونيو 1967
- إيلاز كورتشي، 7 مايو 1969 – مايو 1974

رؤساء رئاسة مقاطعة كوسوفو الاشتراكية ذاتية الحكم:
- جافيت نيماني، مارس 1974 – 1981
- علي شوكريا، أغسطس 1981 – 1982
- كولا شيروكا، 1982 – مايو 1983
- شفقت نبيه غاشي، مايو 1983 – مايو 1985
- برانيسلاف سكيمباريفيتش، مايو 1985 – مايو 1986
- باجرام سيلاني، مايو 1986 – مايو 1988
- رمزي كولغيتشي، مايو 1988 – 5 أبريل 1989
- حسين كايدومتشاي، 27 يونيو 1989 – 11 أبريل 1990